# اچ‌ام‌اس اورلاندو (۱۸۸۶)
اچ‌ام‌اس اورلاندو (۱۸۸۶) (به انگلیسی: HMS Orlando (1886)) یک کشتی بود که طول آن ۳۰۰ فوت (۹۱ متر) بود. این کشتی در سال ۱۸۸۶ ساخته شد.